# El tiempo vuela
«El tiempo vuela» es el undécimo sencillo de Los Pekenikes; no se incorporó a su tercer álbum: Alarma (1969). 
«El tiempo vuela» es una versión o un arreglo del éxito estadounidense Time is Tight, del grupo por excelencia del soul: Booker T. & the M.G.'s.
Al igual que en el sencillo anterior la cara A, la principal, no se publica en el álbum, y sí, en cambio, la cara B: «Aria», en la línea del pop barroco de la época. Y como otro punto a considerar es la falta de intervención de los músicos de viento del grupo, amén de la siempre dudosa aportación instrumental de Alfonso Sainz. Al contrario del notable protagonismo de Sequeros, que toca dos instrumentos. Y también resalta la aparición de un músico invitado a un instrumento protagonista en el sencillo: el organista Joe González. 
Esta versión de Los Pekenikes fue más popular que la original y estuvo entre recopilaciones de éxitos del año. Es de notar que fue el primer sencillo de esta exitosa época que no contiene tema propio en ningún lado.

## Miembros
- Alfonso Sainz - Guitarra
- Toni Obrador - Guitarra solista, guitarra eléctrica
- Ignacio Martín Sequeros - Bajo eléctrico, armónica
- Tony Luz - Guitarra rítmica, guitarra sajona
- Félix Arribas - Batería
- Artista invitado: Joe González (Órgano eléctrico)